# Подборов'є (Лідське сільське поселення)
Подборов'є (рос. Подборовье) — селище Бокситогорського району Ленінградської області Росії. Входить до складу Лідського сільського поселення.
Населення — 677 осіб (2012 рік).